# Helen Ling
Helen Ling (née Chow Yee) est une informaticienne de la NASA du Jet Propulsion Laboratory. Elle déploie des efforts considérables pour rendre le Jet Propulsion Laboratory plus diversifié en recrutant davantage de femmes et en les encourageant à améliorer leurs qualifications.

## Jeunesse
Ling naît en Chine et survit au bombardement de Hong Kong par les Japonais. Elle étudie au Canton College. Elle émigre aux États-Unis pour aller étudier à l'université Notre-Dame-du-Lac. Elle est la seule femme major de sa promotion en mathématiques. 

## Carrière
Le frère de Ling travaille au Jet Propulsion Laboratory (JPL) et elle pense que ce travail est parfait pour elle. Ling devient superviseure pour le groupe informatique à la NASA du JPL. Elle s'efforce de n'employer que des calculatrices à la fin des années 1950 et au début des années 1960 — le groupe de programmation s'appelait lui-même « Helen's Girls ». Le groupe de Ling est responsable des calculs de trajectoire. Ling encourage les femmes à fréquenter les cours du soir et à obtenir les qualifications appropriées pour travailler à ses côtés au JPL. À l'époque, les femmes du JPL sont obligées de cesser de travailler si elles sont enceintes. Plutôt que de perdre son équipe, Ling ré-engage des femmes revenant d'un congé de maternité. L'autrice Nathalia Holt estime que « beaucoup de femmes ont fini par devenir informaticiennes et ingénieures au JPL grâce aux conseils d'Helen [Ling] ». Son petit ami rencontré au lycée, Arthur Ling, président du corps étudiant du Canton College, émigre en Amérique et ils se marient. Ling développe des logiciels pour l'IRAS, Magellan, la sonde spatiale TOPEX/Poseidon et Mars Observer. Elle prend sa retraite en 1994.
Ling développe des logiciels pour de nombreuses missions au cours des années, notamment l'Infrared Astronomical Satellite, Magellan, Mars Observer et TOPEX/Poseidon. Son travail est reconnu par Charley Kohlhase, le concepteur de la mission Voyager, qui ne veut personne d'autre pour développer son logiciel. Ling prend sa retraite en 1994, mais reste en contact avec ses anciennes collègues. Elle vit à South Pasadena, en Californie, avec son mari Art Ling.
Ling est citée dans le livre Rise of the Rocket Girls de Nathalia Holt, biologiste et écrivaine scientifique. Les « rocket girls » travaillent à l'extérieur de la maison alors que seules 20 % des femmes le font à l'époque. 